# Gene Hackman
Eugene Allen »Gene« Hackman, ameriški filmski igralec, * 30. januar 1930, San Bernardino, Kalifornija, ZDA, † 18. februar 2025, Santa Fe, Nova Mehika, ZDA.
Igral je v nekaterih najbolj znanih filmih. Za svoje delo je prejel dve prestižni filmski nagradi - oskarja. Prvič je nastopil pred kamerami leta 1961, zadnjič pa leta 2004.

## Izbor filmov
- Havaji (1966), vloga: dr. John Whipple
- Bonnie in Clyde (1967), vloga: Buck Barrow
- Francoska zveza (1971), vloga Jimmy Doyle
- Mladi Frankenstein (1974), vloga: slepi Harold
- Superman (1978), vloga: Lex Luthor
- Superman 2 (1980), vloga: Lex Luthor
- Misisipi v plamenih (1988), vloga: agent Rupert Anderson
- Neoproščeno (1992), vloga: »Little« Bill Daggett
- Wyatt Earp (1994), vloga: Nicholas Porter Earp
- Hitri in drzni (1995), vloga: John Herod
- Komora (1996), vloga: Sam Cayhall
- Absolutna moč (1997), vloga: predsednik Allen Richmond
- Državni sovražnik (1998), vloga: Brill